# Messe de Notre-Dame

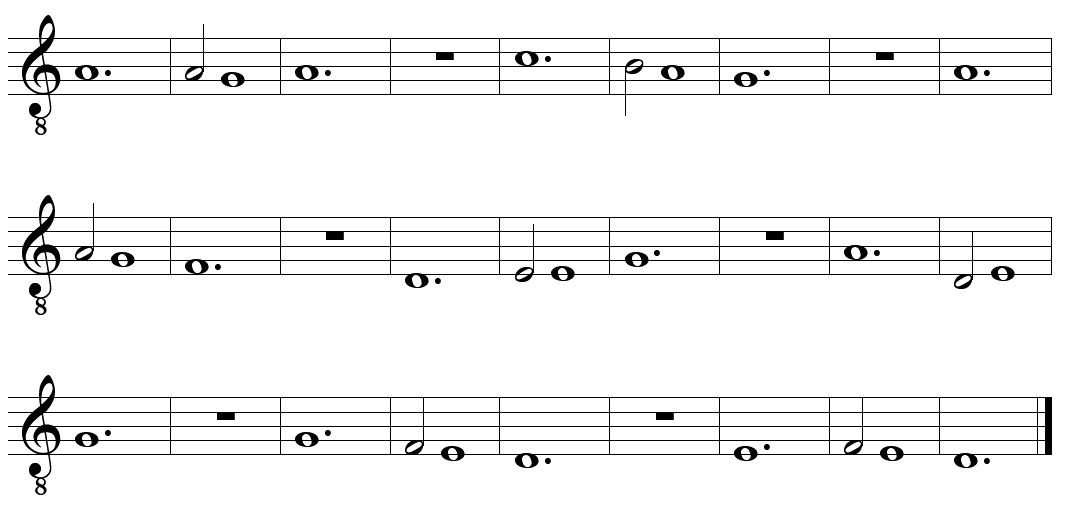
Frammento del primo movimento della messa

La Messe de Notre-Dame (o Missa de Notre-Dame) di Guillaume de Machaut, capolavoro dell'Ars Nova, è la prima messa a quattro voci, di un unico autore e completa di ogni parte dello Ordinarium Missae, giunta a noi dal Medioevo. Molto probabilmente ispirata al culto mariano, da cui l'appellativo col quale è nota, è stata quasi certamente scritta dopo il 1360 e si colloca tra le massime espressioni della musica medievale e religiosa.

## Struttura
Sembrerebbe dimostrato il fatto che la Messe de Notre-Dame sarebbe stata composta dall'Autore a futura memoria di se stesso e del fratello, Jean de Machaut. Questa ipotesi sarebbe stata attestata da un epitaffio andato purtroppo perduto, in cui l’Autore chiedeva per ogni sabato il canto di una messa per sé e Jean in Notre-Dame a Reims. La Missa costituirebbe dunque un testamento musicale. Rileva Germana Schiassi nella relativa voce della Enciclopedia Treccani che «sebbene frutto di una concezione unitaria, lo stile musicale della Missa de Notre-Dame cambia a seconda delle sezioni. Per il Kyrie, il Sanctus e l’Agnus, Machaut impiega una scrittura molto simile a quella del mottetto isoritmico. Come ha rilevato Richard Hoppin, queste sezioni potrebbero essere considerate dei veri e propri mottetti, se il testo non fosse identico in tutte le voci. La scrittura del Gloria e del Credo è per contrasto molto più lineare, con uno stile sillabico che ricorda il conductus. In particolare per il Credo, Machaut dimostra di conoscerne molto da vicino quello della "Messe de Tournai", giacché alcuni passaggi sono a questo chiaramente ispirati. Sia il Gloria che il Credo terminano con un Amen isoritmico; l’Amen del Credo è addirittura panisoritmico, ovvero tutte e quattro le voci sono isoritmiche, come nei più complessi fra i mottetti del compositore. Ignoriamo per quanti anni questo capolavoro abbia continuato a essere cantato a Notre-Dame di Reims per i due fratelli: secondo alcune fonti la messa di Machaut sarebbe stata eseguita tutti i sabati almeno fino al 1411. L’importanza di quest’opera sta nel fatto che essa prefigura due tipologie di Messa, che troveranno il loro sviluppo nel corso del XV secolo: la Messa mariana e la Messa da Requiem. Come ha notato Anne Walters Robertson, nella Messa di Machaut sembra che, per la prima volta nella storia della musica, un compositore prenda pienamente coscienza del fatto che, alla sua morte, la sua opera sopravviverà ancora per lungo tempo».

## Registrazioni
- Guillaume de Machault: Messe de Nostre Dame. (1993), Hilliard Ensemble diretto da Paul Hillier (Hyperion CDA66358)
- Early Music - Machault: La Messe De Nostre Dame, Le Voir Dit (1996), Oxford Camerata diretta da Jeremy Summerly (Naxos 553833)
- Guillaume de Machault - Messe de Notre Dame. (1996), Ensemble Organum diretto da Marcel Peres
- Guillaume de Machault: Messe de Nostre Dame. (2000) Ensemble Gilles Binchois diretto da Dominique Vellard (Cantus 9624)